# Indolpium funebrum
Indolpium funebrum es una especie de arácnido del orden Pseudoscorpionida de la familia Olpiidae.

## Distribución geográfica
Se encuentra en Vietnam.